# Port-de-Bouc
Port-de-Bouc – miejscowość i gmina we Francji, w regionie Prowansja-Alpy-Lazurowe Wybrzeże, w departamencie Delta Rodanu.
Według danych na rok 1990 gminę zamieszkiwało 18 786 osób, a gęstość zaludnienia wynosiła 1639 osób/km² (wśród 963 gmin regionu Prowansja-Alpy-W. Lazurowe Port-de-Bouc plasuje się na 36. miejscu pod względem liczby ludności, natomiast pod względem powierzchni na miejscu 656.).